# ألين آفديتش
ألين آفديتش (مواليد 3 أبريل 1977) هو لاعب كرة قدم. يلعب مع منتخب البوسنة والهرسك لكرة القدم منذ عام 1999.

## وصلات خارجية
- ألين آفديتش على موقع اتحاد تركيا (لاعب) (الإنجليزية)
- ألين آفديتش على موقع رابطة كرة القدم اليابانية للمحترفين (اليابانية)
- ألين آفديتش على موقع دوري كوريا الجنوبية (الإنجليزية)
- ألين آفديتش على موقع قاعدة بيانات كرة القدم.إي يو (الإنجليزية)
- ألين آفديتش على موقع ناشيونال فوتبول تيمز (الإنجليزية)
- ألين آفديتش على موقع Soccerway.com (الإنجليزية)
- ألين آفديتش على موقع عالم كرة القدم.نت (الإنجليزية)

- National Football Teams